# Rivellia itoi
Rivellia itoi är en tvåvingeart som beskrevs av Hiroshi Hara 1992. Rivellia itoi ingår i släktet Rivellia och familjen bredmunsflugor. Inga underarter finns listade i Catalogue of Life.